# نسوية مثلية

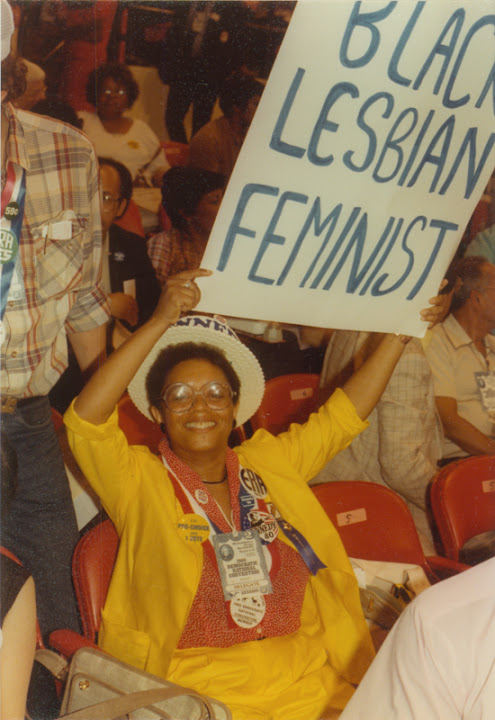

النسوية المثلية (بالإنجليزية: Lesbian feminism) هي حركة ثقافية وناقدة كان تأثيرها الأكبر خلال سبيعنات وأوائل ثمانينات القرن العشرين في الولايات المتحدة وأوروبا الغربية، عملت الحركة على تشجيع النساء على توجيه طاقاتهن تجاه نساء آخريات بدلاً من توجيهها نحو الرجال، كونها رأت أن منطلق التمييز يكمن في العلاقات بين الجنسين وغالباً ما تنادي بأن المثلية الجنسية بين النساء هي نتيجة منطقية للنسوية. تشكلت النسوية المثلية في أوائل سبيعينات القرن العشرين نتيجة عدم الرضا عن الموجة النسوية الثانية وحركة تحرير المثليين.

## الأفكار الرئيسية
تتصف المثلية النسوية مثلما في النسوية بأفكار القائمة على مبدأ الاحتجاجية والمراجعة. وفي الوقت ذاته تتصف المثلية النسوية بتحليلها للمواضيع الأساسية للمغايرة الجنسية بصفتها البنيوية. تعمل المنشورات النصية للنسويين المثليين على تجريد المغايرة من صفة الطبيعية وبالاستناد على هذا تعمل المثلية النسوية على استكشاف أصول المغايرة في بُنى مثل النظام الأبوي والرأسمالية والاستعمارية. كما ترى النسوية المثلية بأن المثلية الجنسية بين النساء هي «نتيجة منطقية سببها الإقصاء وعدم الرضا بهذه البنى».
تُقوم شيلا جيفريز بتعريف النسوية المثلية على أنها تحوي سبعة مواضيع رئيسية وهي:
- التأكيد على حب النساء لبعضهم البعض.
- المنظمات الانفصالية.
- الجماعة والأفكار.
- فكرة أن المثلية هي حول «الخيار والمقاومة».
- فكرة أن ماهو شخصي هو سياسي.
- رفض للطبقية الاجتماعية.
- انتقاد لسيادة وفوقية الرجل (والذي يؤدي إلى اللامساواة).[6]

تعمل الناقدة الأدبية النسوية المثلية بوني زيمرمان في كثير من الأحيان على تحليل اللغة المستخدمة من قبل الكتاب والمؤلفين في الحركة النسوية المثلية، فهي غالباً ما تعتمد على روايات السيرة الذاتية واستخدام الشهادات الشخصية. فتميل المنشورات النصية النسوية المثلية إلى أن تكون غير الخطية صراحةً كما تتصف بأنها وصفة شعرية وغامضة.

### علم الأحياء والاختيار والبنائية الاجتماعية
ترى الحركة في أن المثلية هي شكل من أشكال المقاومة للبنى التي هي «من صنع الرجل». حيث يجري الافتراض هنا بأن التوجه الجنسي هو خيار أو على الأقل فإنه رد واعي على الوضع القائم. تكتب شيرل كليرك في مقالة لها بعنوان «ملاحظات جديدة حول المثلية»: «أنا اسمي نفسي» مثلية«لأن هذه الثقافة تضطهد وتصمت وتدمر المثليات حتى المثليات الذين لا يطلقون على أنفسهم تسمية» مثليات«. أنا اسمي نفسي» مثلية«لأنني أريدُ أن أكون واضحةً للمثليات السود الآخريات. أنا اسمي نفسي» مثلية«لأنني لا أوافق على المغايرة المترسة البنيوية».

### الانفصالية
الانفصالية المثلية هي شكل من من أشكال الحركة النسائية الانفصالية الخاصة بالمثليات. وتعتبر بعض المثليات النسويات بأن الانفصالية ما هي إلا إستراتيجية مؤقتة ولكن معظمهن يرين الانفصالية كممارسة لمدى الحياة.[بحاجة لمصدر] في النسوية الانفصالية يجري افترض المثلية على أنها إستراتيجية نسوية أساسية تمكن النساء من استثمار طاقاتهن في غيرهم من النساء وخلق مساحات جديدة وفتح مجال للحوار حول علاقات المرأة والحد من تعاملهن بالرجال. أصبحت الانفصالية المثلية ذو شعبية في السبعينيات عنما بدأت بعض المثليات بالتشكيك بما يمكن أن يقدمه لهن كل من التيار الرئيسي للمجتمع وحركة حقوق المثليين.

## المثليات والتيار الرئيسي للحركة النسوية
باعتبارها اتجاهًا نقديًا، فربما تُعرّف النسوية المثلية، على نحو أفضل، في معارضة التيار الرئيسي للحركة النسوية ونظرية أحرار الجنس. من المؤكد جدال البعض بأن التيار الرئيسي للنسوية قد أُدين برهاب المثلية في إخفاقه في دمج الجنسانية (النشاط الجنسي للفرد) كفئة أساسية في الاستقصاء الجندري ومعاملته للمثلية كقضية منفصلة. في هذا الصدد، يُعد النص الكلاسيكي الذي وضعته أدريان ريتش في عام 1980 تحت عنوان «الغيرية الجنسية القسرية ووجود المثلية» نصًا استرشاديًا وأحد نصوص الاستدلال البارز للنسوية المثلية.

### التأثير داخل المنظمات النسوية

#### المنظمة الوطنية للمرأة (الولايات المتحدة الأمريكية)
نشطت المثليات في التيار الرئيسي للحركة النسوية الأمريكية. كانت المرة الأولى التي أُدرجت فيها الشواغل والاهتمامات المتعلقة بالمثلية في المنظمة الوطنية للمرأة (إن اوه دابليو) في عام 1969، عندما عقدت آيفي بوتيني، مثلية الجنس وكانت آنذاك رئيسة فرع المنظمة الوطنية للمرأة في نيويورك، منتدى عامًا بعنوان «هل المثلية قضية نسوية؟». رغم ذلك، كانت رئيسة المنظمة الوطنية للمرأة، بيتي فريدان، تعارض مشاركة المثليات في الحركة النسوية. في عام 1969، أشارت إلى الظهور المتنامي للمثليات واصفة إياه بـ«الخطر الأرجواني»، وطردت محررة النشرة الإخبارية المثلية ريتا ماي براون، وفي عام 1970، خططت لطرد المثليات، بما في ذلك طرد آيفي بوتيني، من رئاسة فرع المنظمة الوطنية للمرأة في نيويورك. ردًا على ذلك، في المساء الأول، عندما اجتمع أربعمئة من النسويات في قاعة مؤتمر توحيد النساء لعام 1970، جاءت مجموعة من عشرين امرأة يرتدين قمصانًا عليها عبارة «التهديد الأروجواني» إلى واجهة القاعة وواجهن الجمهور الحاضر. ثم قرأت واحدة من هؤلاء النساء بيان المجموعة، المرأة التي تعرفها المرأة، وهو أول بيان رئيسي للنسوية المثلية. كانت هذه المجموعة، التي أطلقت على نفسها فيما بعد اسم «المثليات الراديكاليات»، من بين أوائل من تحدين الانحياز الجنسيّ المغاير للنسويات المغايرات، ووصفن تجربة المثليات بعبارات إيجابية. في عام 1971، أصدرت المنظمة الوطنية للمرأة قرارًا تعلن فيه أن «حق المرأة في شخصها يشمل حقها في تحديد حياتها الجنسية والتعبير عنها واختيار أسلوب حياتها الخاص»، بالإضافة إلى قرار صادر عن مؤتمر ينص على أن إجبار الأمهات المثليات على البقاء في إطار الحياة الزوجية أو العيش في كنف السرية في محاولة للحفاظ على أطفالهن أمر غير عادل. في تلك السنة، التزمت المنظمة الوطنية للمرأة أيضًا بتقديم الدعم القانوني والمعنوي في القضايا التي تتعلق بحقوق حضانة الأطفال لأمهات مثليات. في عام 1973، أنشئت المنظمة الوطنية للمرأة لجنة العمل المعنية بالحياة الجنسية والمثلية.
كانت ديل مارتن أول مثلية تُنتخب للمنظمة الوطنية للمرأة، وكانت ديل مارتن وفيليس ليون أول زوجين مثليات الجنس تنضمان إلى المنظمة.

#### تنظيم المثليات المسنات من أجل التغيير
في عام 2014، أصدرت تنظيم المثليات المسنات من أجل التغيير (أوه إل أوه سي) «بيانًا معاديًا للتحيز الجنسي»، والذي ينص على: «يدير الرجال العالم، ومن المفترض أن تعمل النساء وفقًا للاعتقاد بأن الرجال متفوقون على النساء، وهو مفهوم أبوي. فالسلطة الأبوية هي النظام الذي يحافظ الرجل من خلاله على سلطته الشاملة ويفرضها. يعمل تنظيم المثليات المسنات من أجل التغيير على إنهاء السلطة الأبوية وتحرير جميع النساء».

## وصلات خارجية
- نسوية مثلية على موسوعة GLBTQ للمثليين والمثليات ومزدوجي الميول الجنسي والمتحولين جنسياً وثقافة الكوير (بالإنجليزية)
- النسوية المثلية في السبعينات: لمحة عامة وتاريخ مسرد المراجع ودليل (بالإنجليزية)
- Sarah Lucia Hoagland نسوية مثلية ومؤلفة كتاب Lesbian Ethics (بالإنجليزية)
- Radical Women in Gainesville online exhibit that documents the development of a lesbian feminist culture in Gainesville, Florida
- مقابلة الغارديان مع شيلا جيفريز - 5 يوليو 2005. (بالإنجليزية)